# Robert Rehlen

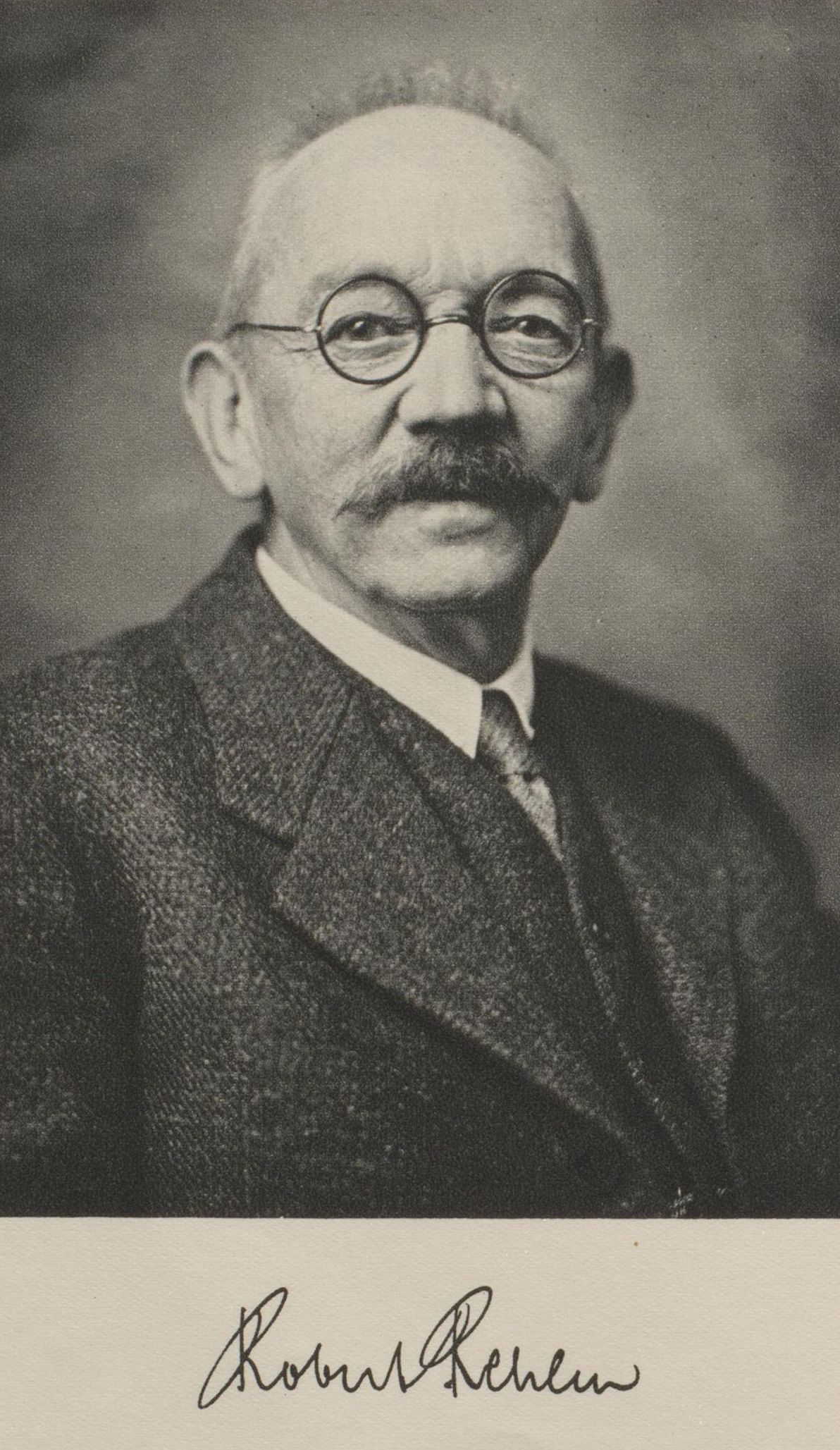
Robert Rehlen

Robert Rehlen (* 10. November 1859 in Nördlingen; † 23. April 1941 in München) war ein deutscher Architekt und Münchner Baubeamter.

## Werdegang
Rehlen studierte Architektur an der Technischen Hochschule München. Ab 1878 war er Mitglied des Corps Ratisbonia.
1883 trat er in den staatlichen Baudienst ein und wechselte 1888 als Bezirksingenieur zur Lokalbaukommission der bayerischen Hauptstadt. Er wurde zum Bauamtmann und 1898 zum Baurat befördert. Er übernahm die Leitung der städtischen Hochbauabteilung III und war von 1917 an Leiter der Lokalbaukommission. Während dieser Zeit zeichnete er für eine Reihe öffentlicher Bauten, vornehmlich Schulbauten, verantwortlich. 1921 trat er als Oberbaurat in den Ruhestand.
Neben seinem Beruf war Rehlen im Deutschen und Österreichischen Alpenverein (DÖAV) als Leiter des Hütten- und Wegebaues tätig. Von 1928 bis 1934 war er Präsident des Vereins.

## Bauten (Auswahl)

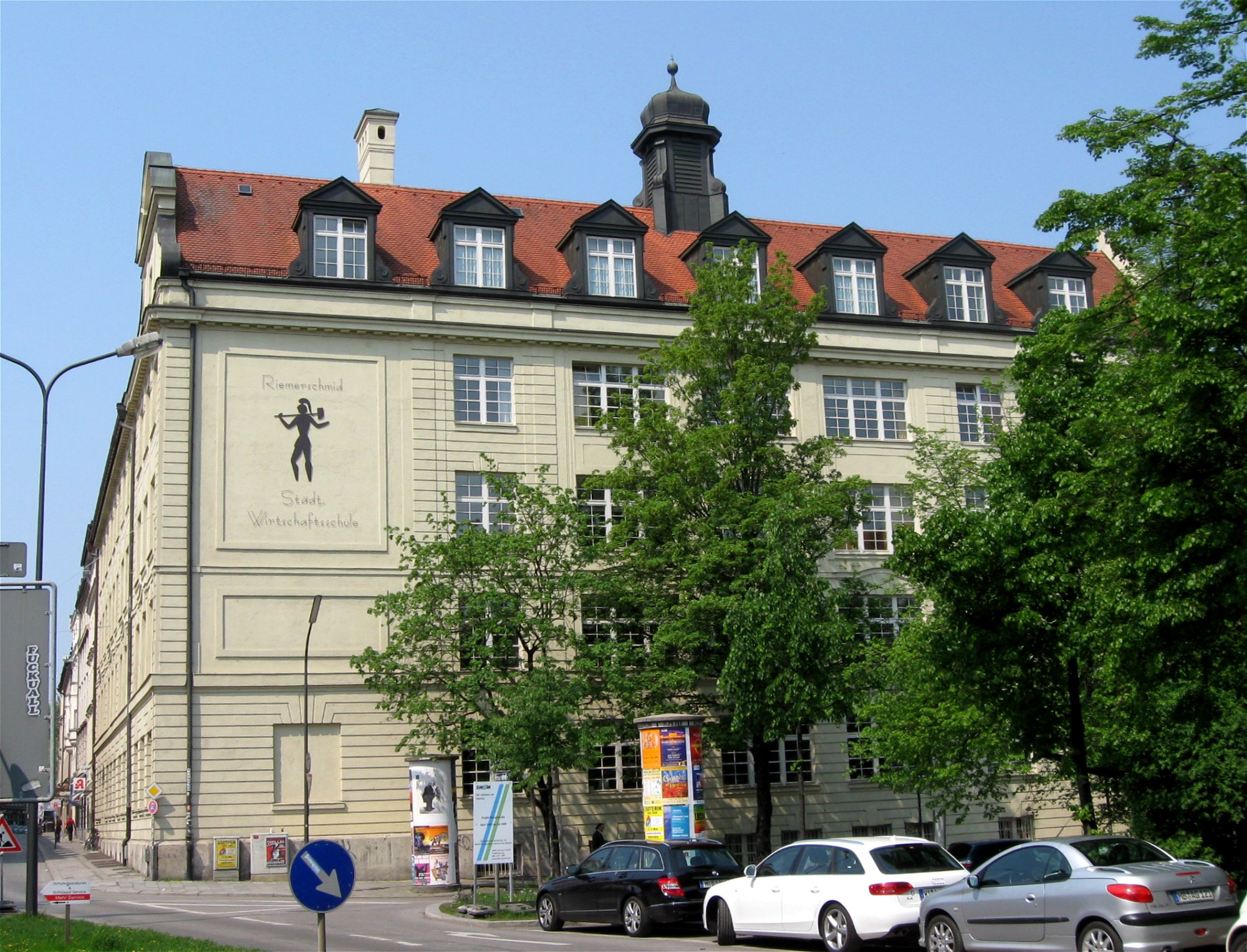
Städtische Riemerschmid-Wirtschaftsschule

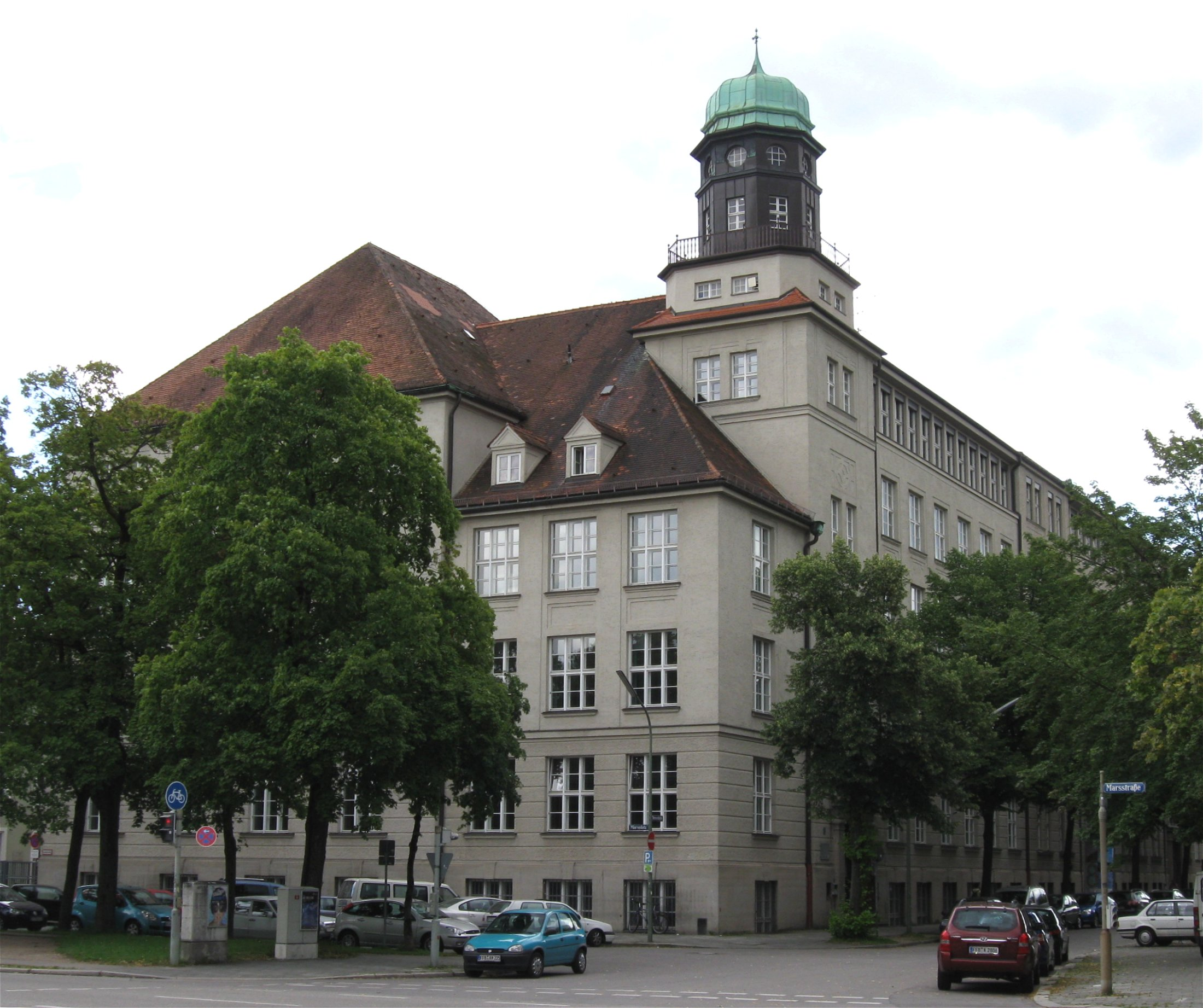
Ehem. Gewerbeschule

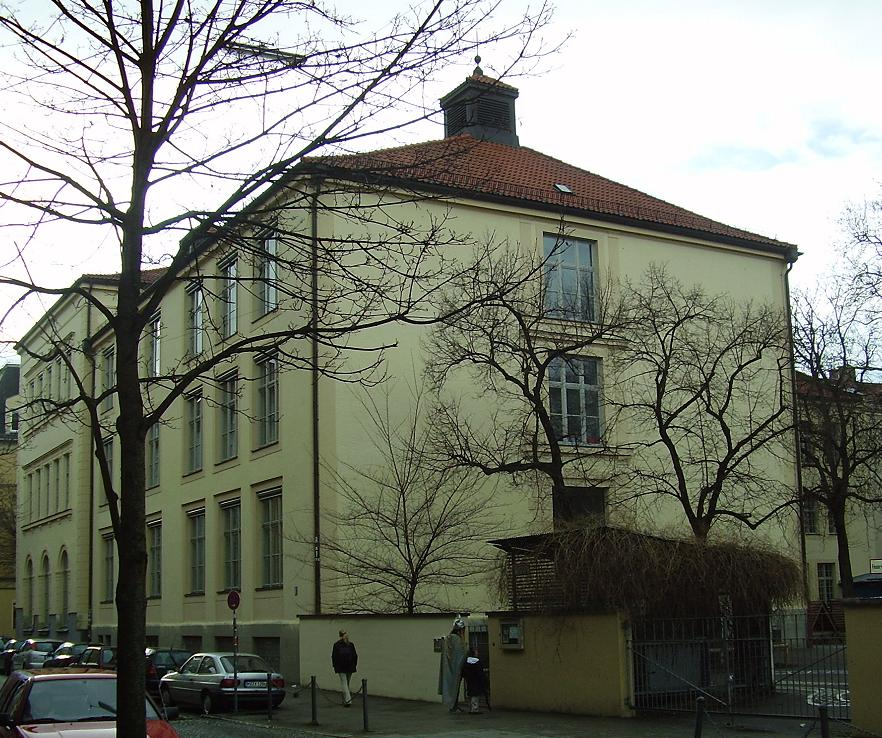
Volksschule an der Klenzestraße

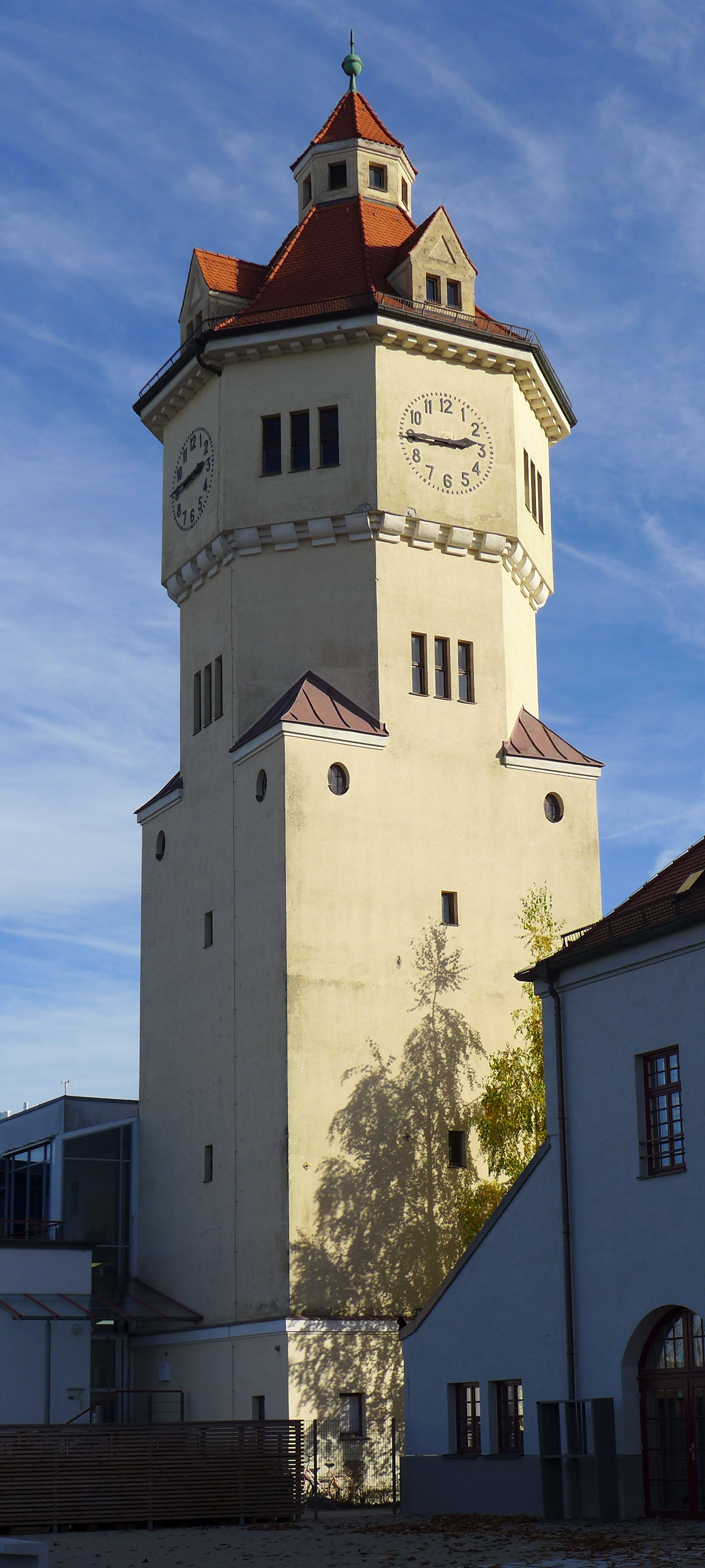
Wasserturm

- 1900–1901: Städtische Riemerschmid-Wirtschaftsschule München
- 1900–1902: Volksschule an der St.-Martin-Straße in München-Obergiesing
- 1902–1903: Nord- und Südflügel des Altersheims St. Martin in München
- 1903–1904: Volksschule an der Boschetsrieder Straße in München
- 1904–1906: Städtisches Berufliches Schulzentrum „Alois Senefelder“ in München
- 1905–1906: Hermann-Frieb-Realschule in München-Schwabing, Hohenzollernstraße 140
- 1906–1907: Nebengebäude der Hauptfeuerwache in München
- 1906–1909: Wasserturm auf dem Gelände des Gaswerks in München (gemeinsam mit Hans Ries)
- 1909: Alfonsschule in München
- 1909: Schulhaus an der Schwanthaler Straße in München (gemeinsam mit Adolf Schwiening)
- 1910: Volksschule an der Klenzestraße in München
- 1910: Wohnanlage Arzbacher Straße/Thalkirchner Straße/Wackersberger Straße/Würzstraße in München
- 1910: Zolldienstwohnungen an der Königsdorfer Straße in München
- 1911–1912: Nord- und Südflügel des St.-Anna-Gymnasiums in München
- 1911–1912: Volksschule am Winthirplatz in München
- 1912–1913: St.-Anna-Gymnasium in München, Liebigstraße 4
- 1912–1913: Wohnhaus an der Theodor-Dombart-Straße in München
- 1913–1917: Verwaltungsgebäude der Städtischen Gaswerke in München
- 1914–1916: Gewerbeschule in München, Deroystraße 1 (heute Städtische Berufsschule für Metallbau und Technisches Produktdesign)
- 1915–1918: Volksschule an der Führichstraße in München